# Colonia, Cluj
Colonia (în maghiară Detrehemtelep) este un sat în comuna Tritenii de Jos din județul Cluj, Transilvania, România.

## Lăcașuri de cult
- Biserica ortodoxă „Sfinții Trei Ierarhi“ (construită între 1998-2009).
- Biserica reformată-calvină (construită în 1994).

## Imagini

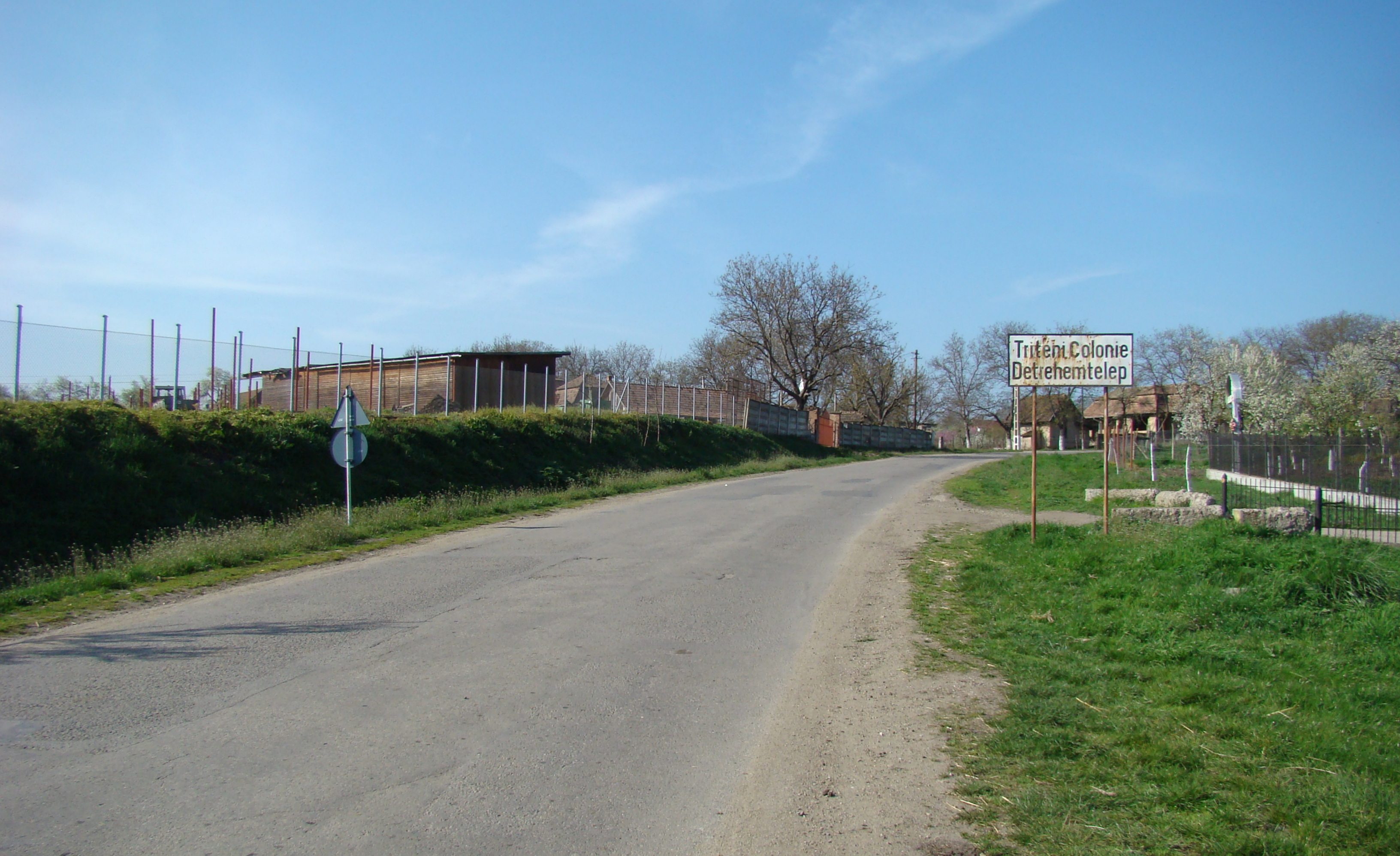
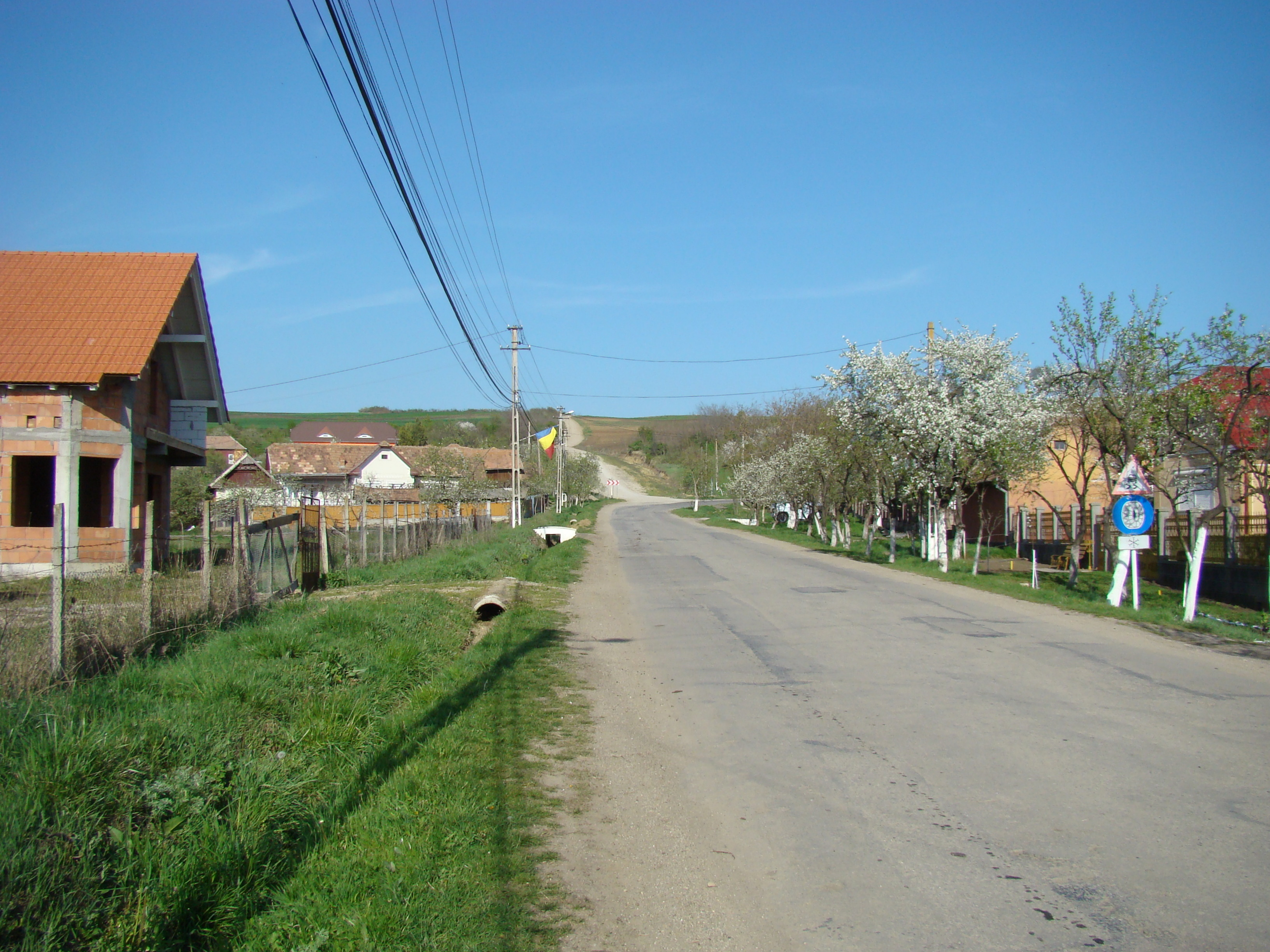
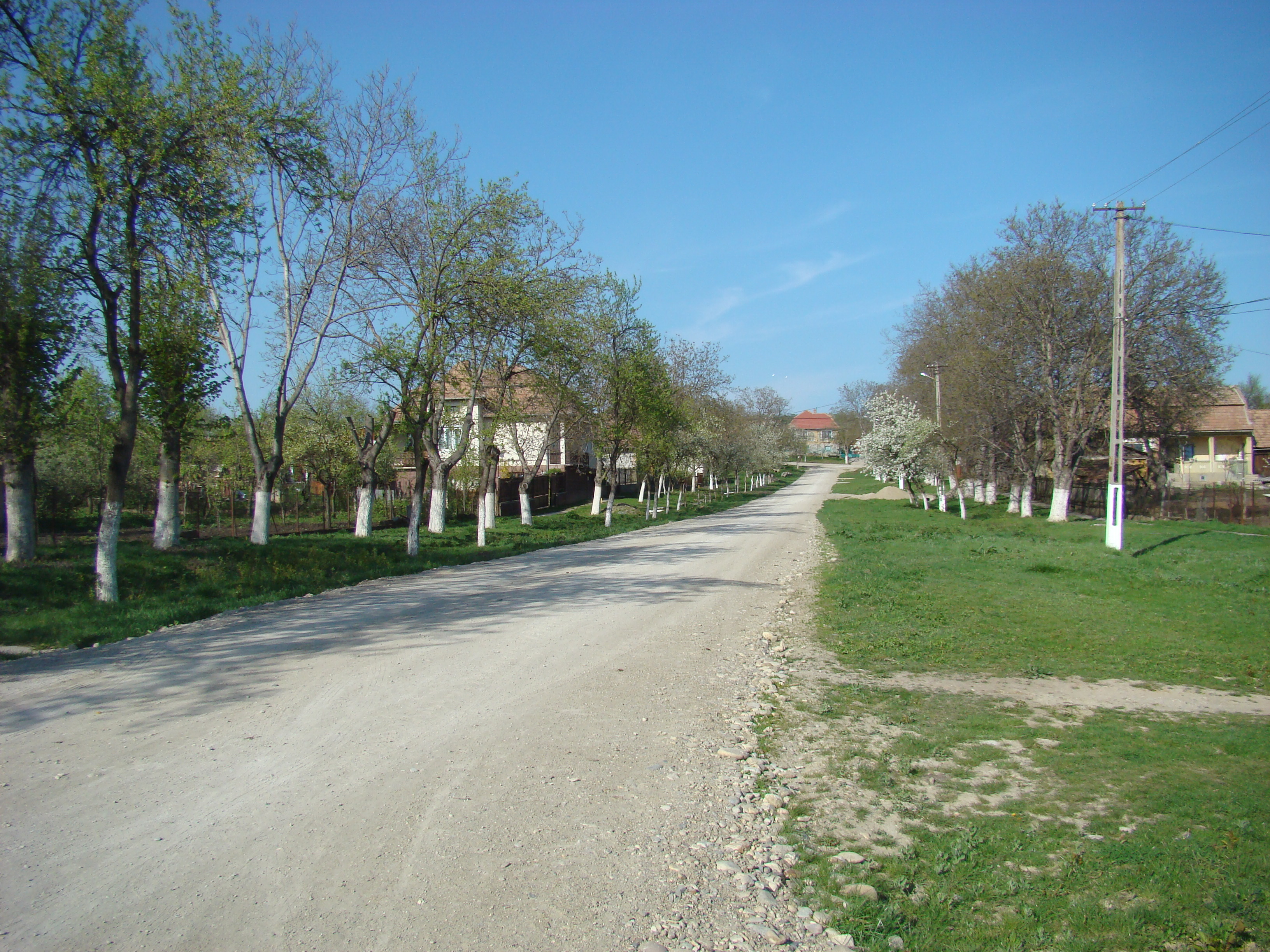
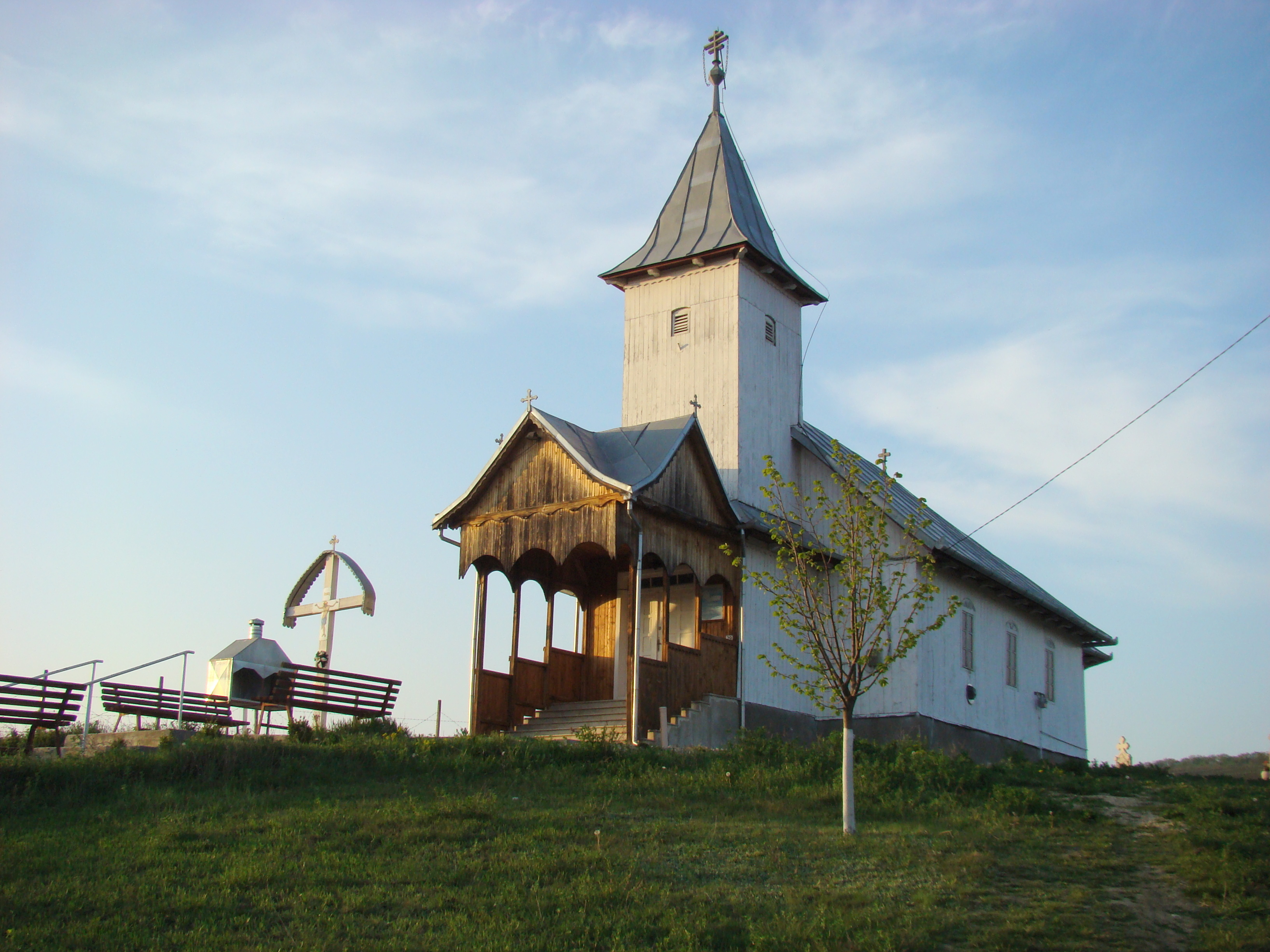
Biserica ortodoxă „Sfinţii Trei Ierarhi“
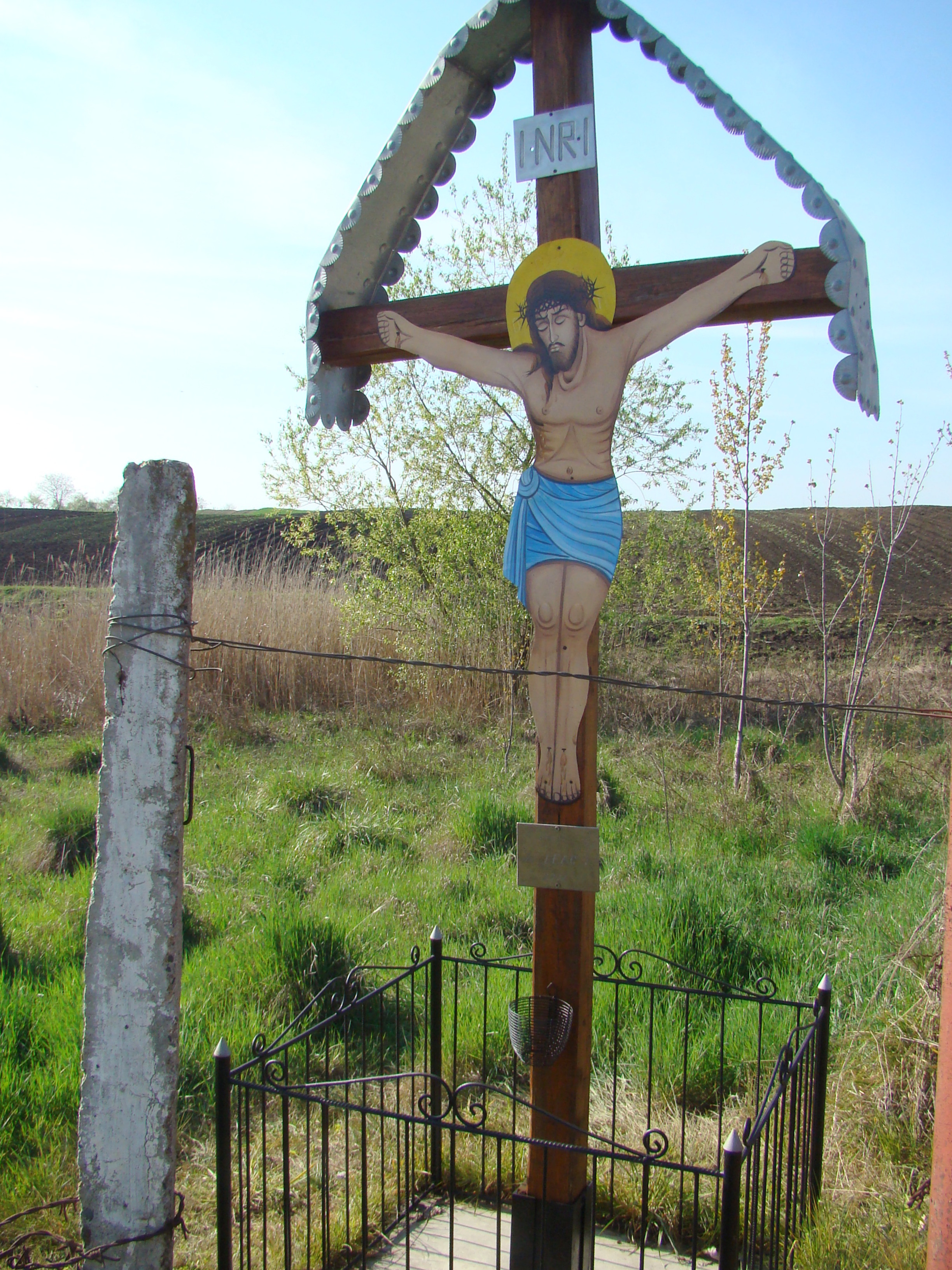
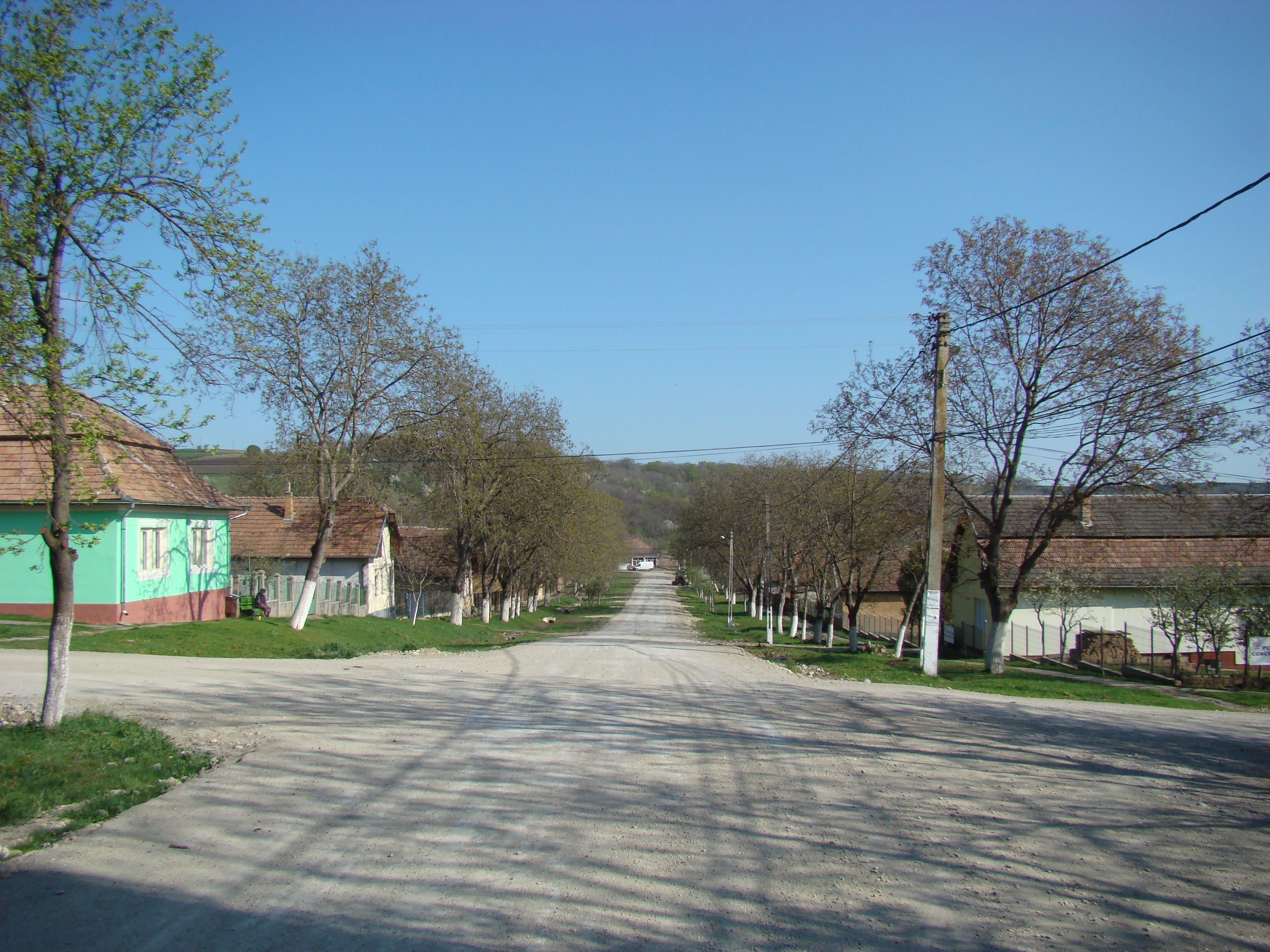
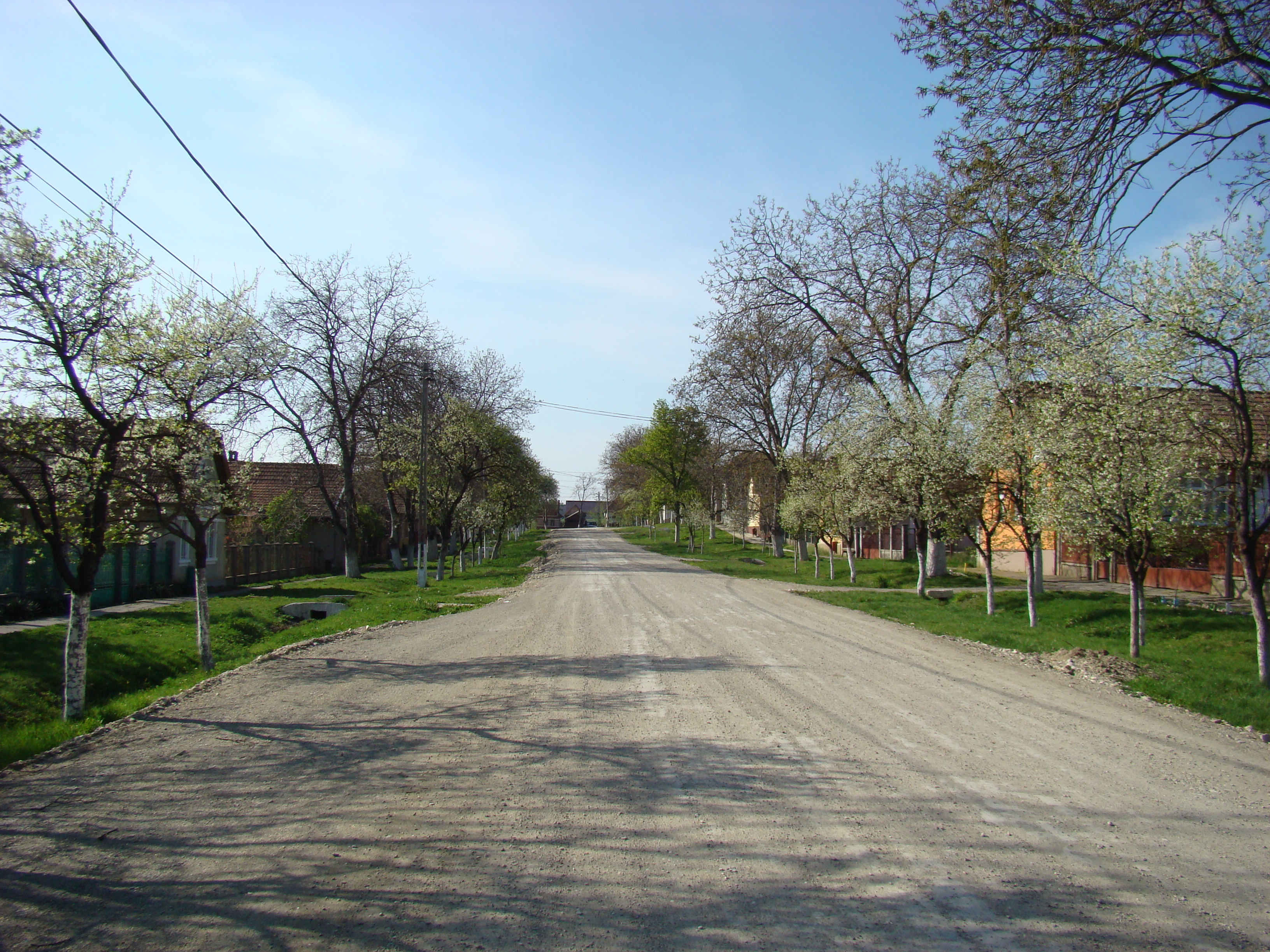
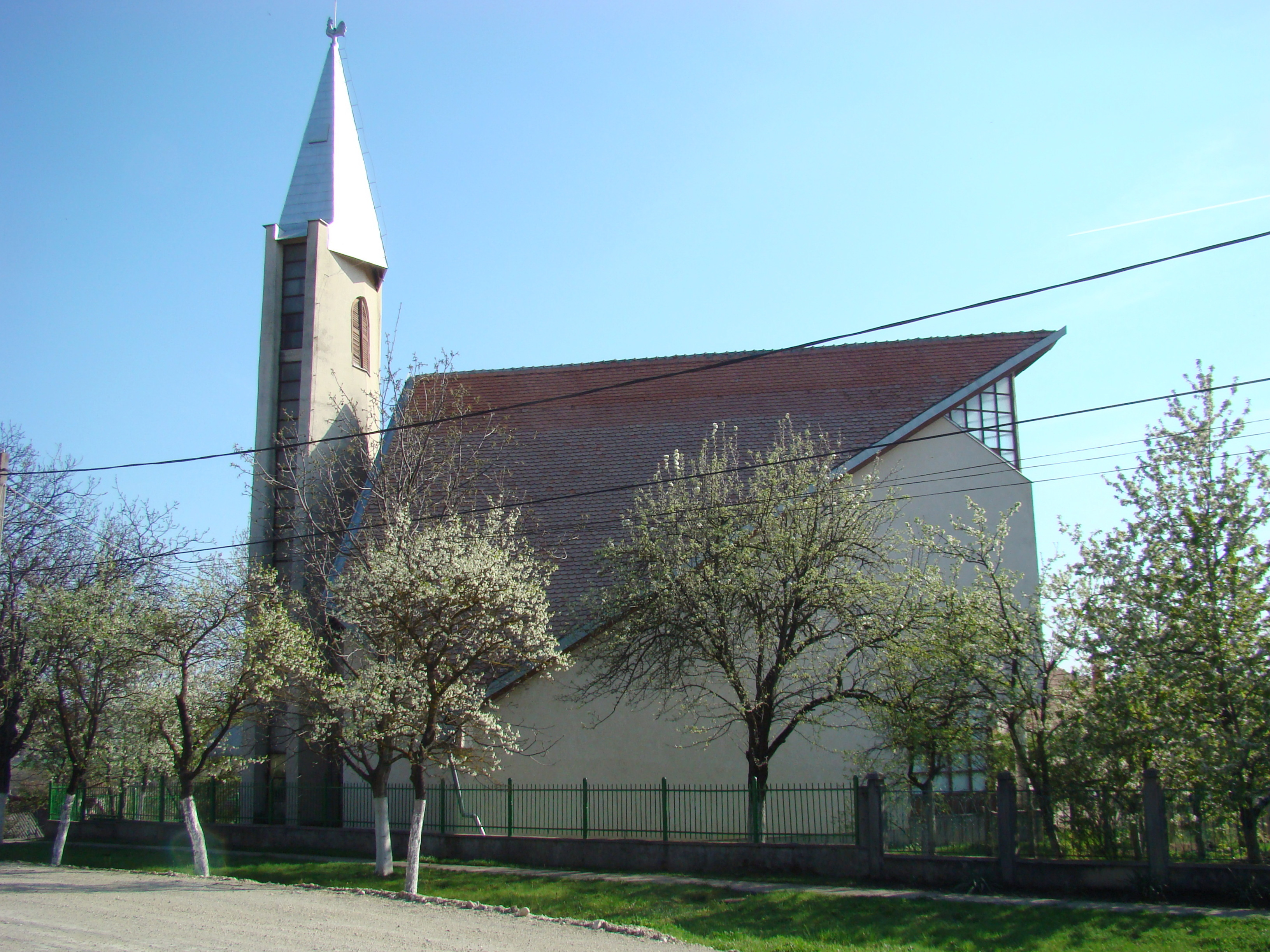
Biserica reformată-calvină
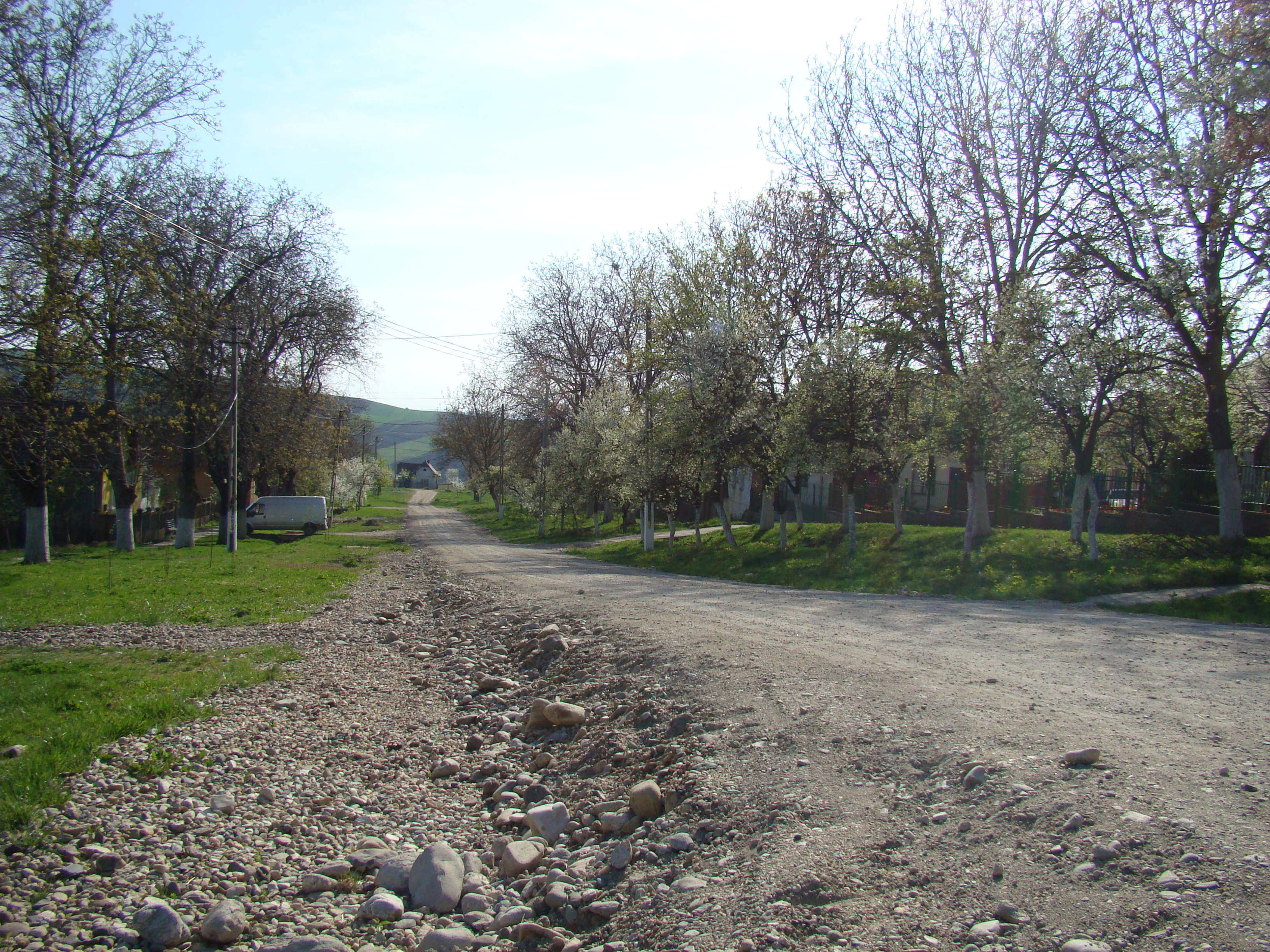